# فار آند أوي
فار آند أوي (بعيد و ناء) هو فيلم مغامرة تم إنتاجه في الولايات المتحدة وصدر في سنة 1992. الفيلم من إخراج رون هاوارد من بطولة توم كروز ونيكول كيدمان.

## القصة
في عام 1893 يقرر (جوزيف) الشاب الأيرلندي الفقير ك اضبعد وفاة والده المديون إلى رجل الأعمال مالك الارات ييها ويضن جوزيف ان سبب وفاة والده ذل فيحاول الانتقام والتخلص من ظلمه تمر بعض الاحداث ويعاقب جوزيف على التحدي لكن (شانون) الابنة الثريه لمالك الأراضي تحاول الهرب وتنقذ جوزيف من الموت وتبدأ رحلتهم إلى اميريكا بسبب الإعلان عن توزيع اراضي في كاليفورنيا للمهاجرين وبعد وصولهم إلى اميريكا البلده التي بأمكانهم ايجاد احلامهم لكل من شانون وجوزيف يجتمعان على حلم واحد وهي الأرض طالما حلم بها جوزيف لكن الحظ لم يكن بجانبهم تعرضت شانون للسرقه فور وصولها إلى ارض الأحلام أمريكا وعاده بها الحال إلى ان تعمل هي وجوزيف يضطر جوزيف باشتراكه في نزالات يتم الرهان عليها من قبل العصابات الطريقة التي يستطيع الحصول على مال أكثر وباسرع وقت وبعد الاحداث يتم زجهم في الشارع حتى تتعرض شونان إلى اطلاق ناري بسبب دخولهم لمنزل أحد الاثريا لايجاد الطعام الذي انحرما منهم لمدة 3 أيام وبعدها يحاول جوزيف انقاذا واخذها إلى أحد اتباع ابيها الذين اتوا للبحث عليها وهنا يبتعد جوزيف لفترة 3 أشهر حته يجمعهم القدر في يوم الحصول على الأرض طالما حلم بها جوزيف أي

## الميزانية والإيرادات
بلغت تكلفة إنتاج الفيلم حوالي 60 مليون دولار بينما حقق إيرادات تقدر بـ 137.8 مليون دولار.

## وصلات خارجية
- فار آند أوي على موقع IMDb (الإنجليزية)
- فار آند أوي على موقع ميتاكريتيك (الإنجليزية)
- فار آند أوي على موقع روتن توميتوز (الإنجليزية)
- فار آند أوي على موقع نتفليكس (الإنجليزية)
- فار آند أوي على موقع قاعدة بيانات الأفلام العربية
- فار آند أوي على موقع ألو سيني (الفرنسية)
- فار آند أوي على موقع Turner Classic Movies (الإنجليزية)
- فار آند أوي على موقع أول موفي (الإنجليزية)
- فار آند أوي على موقع بوكس أوفيس موجو (الإنجليزية)
- فار آند أوي على موقع فيلمافينيتي (الإسبانية)